# Andrej Uršič
Andrej Uršič (Caporetto, 17 ottobre 1908 – Lubiana, 1948) è stato un editore, giornalista e politico sloveno.

## Biografia
Uršič frequentò la scuola elementare nella sua città natale e la scuola superiore a Novo mesto, dove si diplomò nel 1928. Il 9 dicembre 1929 divenne cittadino del Regno di Jugoslavia. Continuò gli studi a Lubiana, dove si laureò in legge il 30 ottobre 1943. Da studente, collaborò con organizzazioni e associazioni politiche jugoslave di orientamento liberale e fu tra i fondatori e redattori di diverse riviste e periodici. Svolse le funzioni di direttore della rivista politica slovena Jutro. Fu uno dei promotori della fondazione della sezione giovanile del Partito Nazionale Jugoslavo (Jugoslovanska naciolalna stranka), che in seguito all'occupazione delle potenze dell'asse cambiò nome in Nuova Jugoslavia (Nova Jugoslavija). Successivamente, a causa di divergenze di punti di vista in merito alla monarchia, poi rinegoziati senza successo, entrò a far parte del Fronte di Liberazione del Popolo Sloveno. Quando l'organizzazione si unì alla Slovenska Zveza, un'organizzazione clandestina nata nel 1942 che riuniva forze anticomuniste, Uršič ne divenne consigliere nel plenum e fu anche attivo nel campo della propaganda. Nel maggio del 1945 arrivò a Trieste attraverso la Carinzia e poi Roma, entrò nella Zona A del Territorio Libero di Trieste. All'inizio del 1947 fu tra i fondatori dell'Unione Democratica Slovena (Slovenska demokratska zveza) a Gorizia e redattore della testata Democracija. Il 31 agosto 1947 venne rapito dall'UDBA nei pressi di Caporetto e trasportato ed imprigionato a Lubiana, dove subì interrogatori fino all'autunno del 1948, quando scomparve ogni sua traccia.